# دیدار پنج‌سالانه اد لیمینا
دیدار پنج‌سالانهٔ اد لیمینا (لاتین: Quinquennial visit ad limina) که به‌اختصار «دیدار اد لیمینا» نیز نامیده می‌شود، دیدار الزامی اسقف‌های مقیم و دارای قلمرو کلیسای کاتولیک و برخی دیگر از مقام‌هایِ مذهبی با صلاحیت سرزمینی (مانند راهب‌های بزرگ ناحیه‌ای) از آستانهٔ آرامگاه‌های رسولان پطرس و پولس رسول و همچنین دیدار با پاپ برای ارائه گزارشی از وضعیت اسقف‌نشین و کلیسای تحت مدیریت‌شان است.
این سفر رسمی معمولاً به‌صورت گروهی و توسط تمامی اسقف‌های یک منطقه خاص (مثلاً یک مجمع اسقفی) انجام می‌شود تا با پاپ دربارهٔ مسائل خاص منطقه‌شان گفتگو کنند. این دیدار، مستقل از سفرهای دیگری است که ممکن است اسقف‌ها برای شرکت در نشست‌ها یا شوراهای واتیکان انجام دهند. دیدار اد لیمینا هر پنج سال یک‌بار، یعنی به‌صورت پنج‌ساله یا «کوینکوئنالی» انجام می‌شود.
واژهٔ limina حالت جمع مفعولی واژه لاتین limen است که به‌معنای «آستانه؛ چارچوب بالایی یا پایینی یک در» می‌باشد و در معنای استعاری، به «خانه»، «مسکن» یا «جایگاه» نیز اشاره دارد. حرف اضافهٔ لاتین ad به‌معنای «به‌سوی»، «به‌طرف»، یا «در» است.